# ザクセン＝マイニンゲン公国

ザクセン＝マイニンゲン公国
Herzogtum Sachsen-Meiningen

ドイツ帝国内におけるザクセン＝マイニンゲン公国

ザクセン＝マイニンゲン公国（ドイツ語: Herzogtum Sachsen-Meiningen）は、ドイツ中部のテューリンゲン地方に存在した領邦国家。ヴェッティン家のエルンスト系によって統治されたザクセン諸公国の一つである。

## 地理

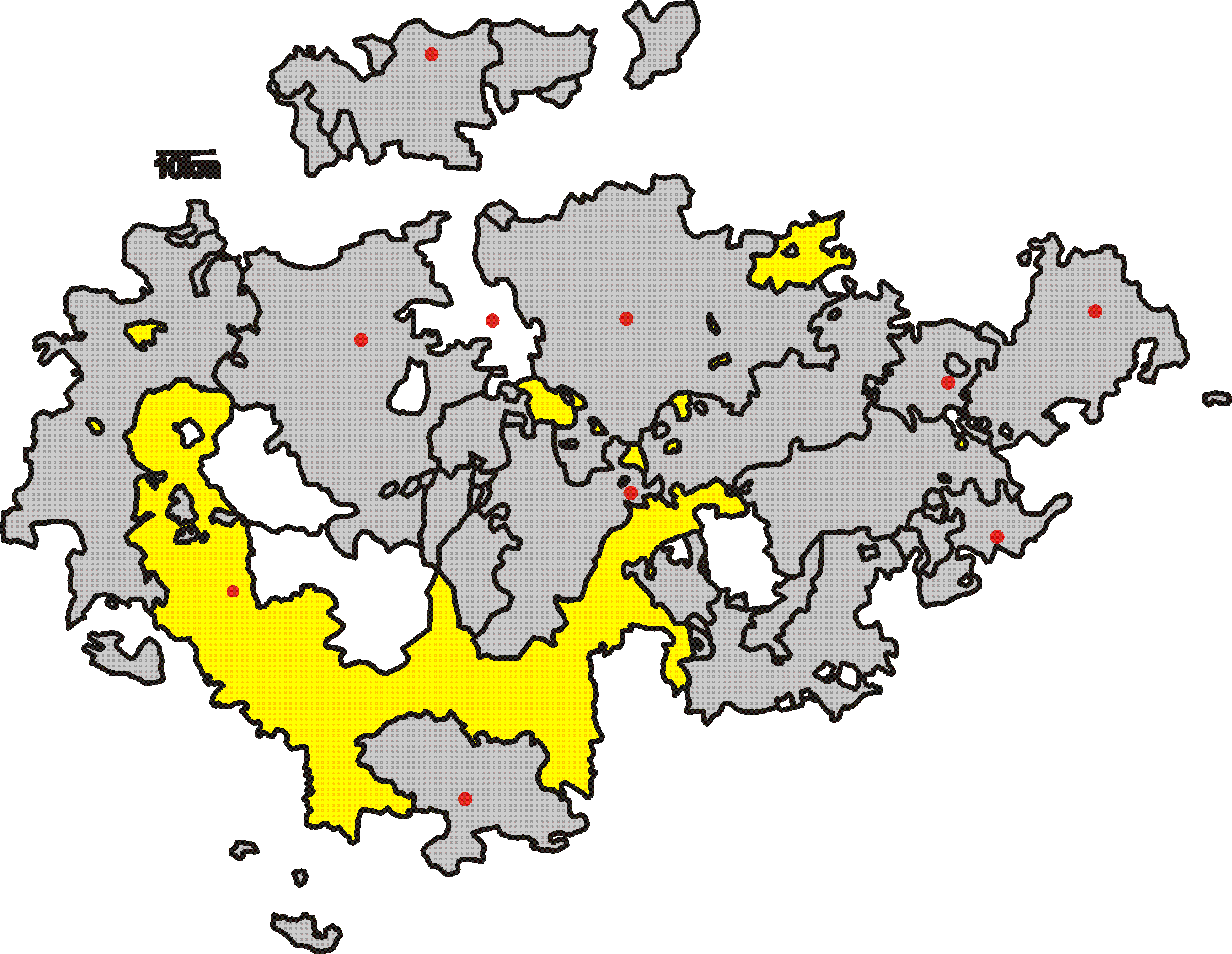
テューリンゲン諸国におけるザクセン＝マイニンゲン公国（1900年）

ドイツ帝国のもとでテューリンゲン諸邦と総称された領邦群のうちのひとつである。
歴史的経緯から各国が大小の飛地を有して境界の入り組むテューリンゲン地方であるが、ザクセン＝マイニンゲン公国はテューリンゲン地方の南部に帯状に広がる領土を有していた。このほか、北部にもいくつかの飛び地を有していた。首都はテューリンゲン南西部のマイニンゲン（現在はテューリンゲン州シュマルカルデン＝マイニンゲン郡に属する）。アルテンシュタインのアルテンシュタイン城 (de:Schloss Altenstein) （ヴァルトブルク郡リーベンシュタイン）は夏の離宮として使用された。

## 歴史
1825年、ザクセン＝ゴータ家からヒルトブルクハウゼンとザールフェルトを獲得した。1918年に君主制が廃止され、1920年にテューリンゲン州に併合された。

## ザクセン＝マイニンゲン公
- ベルンハルト1世（Bernhard I, 1675年 – 1706年）
- エルンスト・ルートヴィヒ1世（Ernst Ludwig I, 1706年–1724年）
- エルンスト・ルートヴィヒ2世（Ernst Ludwig II , 1724年 – 1729年）
- カール・フリードリヒ（Karl Friedrich） (1729年 – 1743年)
- フリードリヒ・ヴィルヘルム（Friedrich Wilhelm, 1743年 – 1746年）
- アントン・ウルリヒ（Anton Ulrich, 1746年 – 1763年）
- カール・ヴィルヘルム（Karl Wilhelm, 1763年 – 1782年）
- ゲオルク1世（Georg I, 1782年 – 1803年）
- ベルンハルト2世（Bernhard II, 1803年 – 1866年）
- ゲオルク2世（Georg II, 1866年 – 1914年）
- ベルンハルト3世（Bernhard III, 1914年 – 1918年）

## ザクセン＝マイニンゲン家家長
- ベルンハルト3世（1918年 - 1928年）
- エルンスト（Ernst , 1928年 - 1941年）
- ゲオルク3世（Georg III, 1941年 – 1946年）
- ベルンハルト4世（Bernhard IV, 1946年 – 1984年）
- フリードリヒ・コンラート（Friedrich Konrad, 1984年 – ）

現在のザクセン＝マイニンゲン公家家長は、フリードリヒ・コンラート・フォン・ザクセン＝マイニンゲン（1952年 - ）である。